# Amsterdams busmaterieel (1966-1982)
Dit artikel gaat over het Amsterdams busmaterieel dat in de periode 1966-1982 in dienst is geweest bij het GVB. De bussen zijn zoveel mogelijk ingedeeld op soort, tijdperk en volgorde van indienststelling, met een aparte vermelding van aanschaf door vorige werkgevers. Nummers tussen haakjes zijn van vernummerde of afbestelde bussen. De vermelde nummers zijn de wagennummers zoals gebruikt door het GVB.

## Verklaring van gebruikte typebenaming
Men komt in dit artikel typebenamingen tegen als DAF SB200 DOL/Hainje en DAF SB201 DKDL/Hainje. DAF is daarbij het merk van de bus, SB200 of SB201 slaat op het type chassis dat bij de bus gebruikt is, DOL en DKDL zijn het type motor, 554 is de millimeterlengte van de wielbasis en Hainje of Den Oudsten is de bouwer van de carrosserie voor de Amsterdamse bussen.

## CSA-1 standaardbussen
| DAF SB200DOL554/Hainje      | 301-320, 321-364                                              | 1966-1967 | In 1966 deden de donkerrode standaard stadsbussen van de Commissie Standaardisering Autobusmaterieel (CSA1) hun intrede. Dit type bleef zestien jaar in productie en werd hoofdzakelijk door Hainje (via Berkhof in VDL opgegaan) gebouwd op DAF-, Volvo- en Leylandchassis. GVB Amsterdam was met 485 van deze bussen de eerste en de grootste afnemer; 479 DAF's plus zes Leylands. De eerste twee series (301-320 en 321-364) kwamen tussen augustus 1966 en januari 1968 in dienst vanuit garage West. De standaards waren in eerste instantie voor lijn 15 bedoeld, maar de eerste rit was aan lijn 21 voorbehouden. Tussen 1968 en 1980 hebben ze (ook) vanuit de garages Noord en - vanaf 1976 - Oost/Zuid gereden. 319 werd medio 1975 als eerste CSA 1 met onherstelbare schade afgevoerd, en 315 werd in 1977 infobus voor nadere uitleg over het in te voeren zonetariefstelsel; een jaar later werd de bus tot Vr. 73 vernummerd. Vanaf 1980 gingen diverse exemplaren voor kortere of langere tijd op huurbasis naar collega-CSA 1-bedrijven GVU (Utrecht) en CVD (Nijmegen), en naar het Zaanse dochterbedrijf Enhabo voor eigen diensten of uitbestede diensten op de spitslijnen 42 en 47. Anderen werden verkocht als methadonbus van GG&GD (362 en 337 als 803 en 805), en als info-/kaartverkoopbus van museumstichting MUSA (357 in de kleurstelling van de blauwe bussen). Bij het GVB reden eind 1983 alleen nog 301 en 313 die als witte Staalmeestersbus was beschilderd voor dienst op de artotheeklijnen in West en Noord; met een diensttijd van zeventien jaar reden ze op 31 december 1983 (lijn 21) en 3 januari 1984 (lijn 18) hun afscheidsritten. Bij Enhabo was de tot 506 vernummerde 306 (vanwege de eigen 306) twee maanden langer in dienst. 301 was voorbestemd om museumbus te worden, maar zou pas op 29 december 1989 naar de MUSA worden gebracht. 313, na zijn buitendienststelling zelf artotheek, werd gesloopt om onderdelen te leveren voor de restauratie van de 301 die tegenwoordig eigendom is van de stichting BRAM. | De eerste donkerrode Standaardbus, GVB 301 uit 1966, tegenwoordig in gebruik als museumbus. · Staalmeestersbus 313 · vernield interieur bus 303 waarna bus terzijde gesteld werd voor afvoer in 1981                      |
| Leyland Panther/Hainje      | 295-300                                                       | 1966-1967 | Tussen december 1966 en april 1967 nam het GVB de zes enige Leyland-standaards in dienst. Ze begonnen vanuit garage West op lijn 15 en verhuisden in 1968 naar Noord waar ze vooral op lijn 36 reden. De Leylands werden gezien en behandeld als proefbussen; ze zouden in 1970 aan Enhabo worden verkocht (300 was bij herstel van zware schade al omgeschilderd tot de okergele 93) maar dat ging niet door omdat Enhabo, op een uitzondering na, geen Leyland-bedrijf was. Ze bleven bij het GVB maar reden vanaf 1975 alleen nog spitsdiensten; 295 en 300 werden geplukt om onderdelen te leveren voor de 296-299. Na hun buitendienststelling in mei 1977 zouden ze aan de RET in Rotterdam worden verkocht met het merendeel van de 301-320, maar ook dat ging niet door omdat de RET een nieuwe serie standaards in dienst nam. Waar de 300-en weer in dienst kwamen door de verhuur van de 154-160 aan Nijmegen werden de Leylands, nauwelijks tien jaar oud, naar de sloper gebracht. Enkele onderdelen zijn bewaard gebleven waaronder de bankjes die gebruikt werden voor de restauratie van de Haagse CSA 1-wagen 117. | |
| DAF SB200DOL554/Den Oudsten | 365-374                                                       | 1968      | Vanwege een vergelijkend onderzoek, maar ook omdat Hainje het druk had met andere bestellingen, nam Den Oudsten de bouw van 40 bussen op zich; tien voor elk van de standaardsteden Amsterdam, Rotterdam, Den Haag en Utrecht. 365-374 kwamen in augustus-september 1968 in dienst, te midden van de levering van 375-527. Ze begonnen vanuit garage West en reden in de jaren 70 vanuit Noord en Oost. Eind 1982 werden de laatste vijf exemplaren (367-370, 374) aan Enhabo verhuurd; 368 en de innmiddels teruggekeerde 370 gingen in mei 1983 als laatsten buiten dienst. | |
| DAF SB200DOL554/Hainje      | 375-394, 395-416, 417-432, 433-453, 454-488, 489-509, 510-527 | 1968-1970 | Tussen 1968 en 1970 kwamen er zes deelseries van in totaal 153 standaards in dienst. Ze kwamen uiteindelijk vanuit alle garages te rijden, maar voornamelijk vanuit West en Oost/Zuid waar de lage 400-en het langst bleven. 423 werd in 1971 na een zware aanrijding heropgebouwd naar het voorbeeld van de in bestelling zijnde serie 1-45; met DKDL-motor en grotere DAF-letters zoals proefbus 488 en het latere herstel van diverse exemplaren. Ook 419 had deze verbouwing ondergaan. De 500-en hebben slechts kort bij GVB gereden; 511-527, spitswagens op o.a. lijn 55 en 56, werden tussen 1975 en 1978 met terugwerkende kracht aan Enhabo verkocht als de okergele 201-217. Naast de lage 500-en, waarvan 506-509 eveneens okergeel, werden onder meer verhuurd; 378, 386, 416-418, 447 (voor eigen diensten) en 437-446, 447-451 en 494-499 (GVB-diensten op lijn 42/47). In 1983 verhuisden de meeste wagens uit Zuid/Oost naar West waar ze door gebrek aan nieuwe wagens ook in de normale dienst werden ingezet. Diverse hoge 400-en werden aan Enhabo verhuurd Begin 1984 reden er nog maar negentien dienstvaardige wagens bij het GVB; de verdeling was - Garage Zuid/Oost: 401-403, 407, 412 en 458 (voor dienst op lijn 22) - Garage West: 411, 454, 462, 464, 466, 468, 469, 471, 472, 476, 479, 482, 485, 488 De bussen uit West gingen eind februari buiten dienst, de bussen uit Zuid/Oost op 30 maart. Alleen 407, vaste wagen op de lange lijn 59, bleef tot 18 april doorrijden op lijn 22 en ging zodoende van 996.449 naar de magische grens van een miljoen kilometer. Bij Enhabo reden 402, 403, 455, 458, 464, 471, 472, 475, 476, 479, 482, 489 en 499 in juni 1984 hun laatste ritten. Ze werden geleidelijk vervangen door de 'nieuwere 100-en'; t.w. 156-169. Van de overgenomen serie 201-217 gingen medio 1985 de laatste vijf exemplaren buiten dienst; 207 (ex-517), 211 (ex-521), 212 (ex-522), 214 (ex-524) en 216 (ex-526). Diverse exemplaren kregen tweede levens bij onder meer GG&GD (399, als methadonbus 802) en Woningbouwvereniging Het Oosten (464) of als eigen infobus (446; in 1986 afgevoerd). | Bus 423 een jaar voor de zeer zware aanrijding met tram 683 gevorderd door de politie voor de afvoer van de Maagdenhuisbezetters · Bus 446 verbouwd voor schoolproject wordt op het schoolplein gehesen in 1982 · Bus 490 |
| DAF SB200DKDL554/Hainje     | 1-45                                                          | 1971      | Eind 1970 werden de eerste CSA 1-wagens met DKDL-motor en grotere DAF-letters geleverd. Het GVB nam in 1971 45 exemplaren in dienst waarbij er weer vanaf 1 werd genummerd om doublures te voorkomen met de gelede trams 552-575 en 576-587; de nog aanwezige voorverkiezers 33-52 werden tot 163-182 herdoopt. Ze begonnen vanuit garage West en verhuisden in september 1975 naar Amsterdam-Noord omdat de chauffeurs uit Noord ook weleens met de nieuwere DKDL-bussen wilden rijden. De voormalige Becksonwagens 1-17 reden er nacht- en spitsdiensten. Omgekeerd aan de bussen met DOL-motor kreeg de 44 eind 1978 bij schadeherstel kleine DAF-letters; net als de 14, 63, 64 en de latere methadonbus 81. De 44 werd als eerste afgevoerd nadat hij op 2 december 1983 een flatgebouw bij Waterlandplein binnenreed en daarbij zware schade opliep. De 37 zou in 1985 de zesde methadonbus worden maar verkeerde in een slechte staat; samen met de 45 werd hij geplukt om onderdelen te leveren voor de Rotterdamse Leyland/Verheul-museumbus 309. De 16 werd aan een filmproductie-/begeleidingsmaatschappij verkocht als blauwe streetcornerworker en bestaat nog steeds. In 1987 waren er nog maar zeven wagens over; de verdeling was; - Garage West: 6, 13, 43 (keerde terug naar Noord) - Garage Noord: 17, 35, 36, 38 De 13 haalde op 8 november 1988 de 1.000.000 kilometer-grens; hij bleef doorrijden tot aan de voetbalpendeldienst naar de wedstrijd Ajax FC Twente waarbij supporters zich uitleefden. Met een diensttijd van 17 jaar en 1.015.062 kilometer op de teller werd hij geplukt en naar de sloper gebracht om souvenirjagers op afstand te houden. De 17 (opgeknapt met onderdelen van de 35 en de 38) werd aan een Noordmonteur verkocht en teruggeleend als vaste wagen op spitslijn 39E totdat hij 26 mei buiten dienst ging; met 17 jaar en 9 maanden dienst is de 17 (afgezien van AEC gelede 245) de langstdienende standaard bij het GVB. | |
| DAF SB200DKDL554/Hainje     | 46-62, 63-92, 93-110                                          | 1972-1973 | Na de 1-45 kregen de CSA 1-wagens grotere zijruiten en gelijkvloerse bankjes; het GVB bestelde drie deelseries die in 1972 (46-62) en 1973 (63-92, 93-110) werden geleverd. Ze begonnen vanuit garage West en verhuisden ingaande de winterdienstregeling 1975-1976 naar Noord (lesbussen 64-66, 69, 70 en 72 uitgezonderd); de integratiewagens 78-92 ruilden er met de nachtbussen 511-525 en reden overdag spitsdiensten op de Oost/Zuidlijnen 55 en 56; van 1977 tot ca. 1983 reden diverse hogere exemplaren (o.a. 71, 73, 75, 77, 97-99, 104-106, 109) vanuit Oost/Zuid. Ondertussen kreeg de 75, na eerst gedeeltelijk te zijn vergeeld zoals de gelede trams, een lila-met-witte-ballen beschildering vanwege het 75-jarig jubileum van het GVB. Dit was een ontwerp van kunstenares Marte Röling die tram 700 een wit-met-rode-stippen uiterlijk gaf ter gelegenheid van 700 jaar Amsterdam. Beide ontwerpen waren op 7 juni 1975 gepresenteerd en gingen tot het eind van het jaar mee; bus en tram werden op alle lijnen ingezet waarbij de 75 alleen overdag reed. De 110 werd tot lpg-bus omgebouwd en reed als zodanig van 1976 tot 1981. Vanaf 20 december 1978 kwamen de 51-54 op de nieuwe lijn 58 tussen Amstelstation en Station Zuid te rijden; speciaal voor de passagiers richting Schiphol kregen ze in januari 1979 stabalcons in het midden. Na de opheffing van lijn 58 werden de 51-54 voor proeven met een open instap van een tweede stempelautomaat uitgerust; tussen 9 en 18 december 1981 reden ze doordeweeks op Zuidlijn 8. Deze proef duurde tot juli 1983; daarna ging de 52 als eerste buiten dienst om in 1985 magazijnwagen in Noord te worden. De 46, 80 (november 1985) en de 81 (januari 1986) werden na zogenaamde afvoer tot methadonbussen 806-808 verbouwd. De 49 en de 110 kregen in 1987 een themabeschildering; respectievelijk het wit-oranje van KAV (Kan Alles Vervoeren) en Kromhout-blauw (instapzijde)/crème (blinde zijde). De 110 werd na de presentatie op 3 maart voor een pendeldienst ingezet t.b.v. een NS-dagtocht tussen het Haarlemmermeerstation en het Nederlands Instituut voor Nijverheid en Techniek (NINT) (thans NEMO) in de Tolstraat, en reed daarnaast spitsdiensten op lijn 44/47. Nadat de NS-dagtocht wegens gebrek aan succes werd opgeheven ging de 110 naar de MUSA als vervanger van de 357. De 48 (tijdelijk 599) en de 58 werden verbouwd tot infobus van respectievelijk het GVB en Foster Parents Plan. De 60 kreeg na zijn buitendienststelling een houtkleurige beschildering en reed pendeldiensten naar de Horecava RAI om in april 1989 aan de initiatiefnemers te worden verkocht. Tegen die tijd waren alleen de 63, 68, 70, 108 en de 109 nog over; in mei reden ze hun afscheidsritten waarbij de 68 op 29 mei als laatste in dienst was. Allemaal begonnen ze een tweede leven in Suriname. Geheel onverwacht kwam de 110 in november 1991 weer even in dienst op lijn 40, 41, 42 en 44; wegens succes reed hij ook dag- en avonddiensten op lijn 18 en 21. Samen met de 48 heeft de 110 nu een nieuwe eigenaar. De metaalgrijze 58 zou ook museumbus worden maar verdween naar de sloper vanwege zijn slechte onderhoudstoestand. Nadat de GG&GD nieuwe methadonbussen kocht werden de 806-808 (ex-80, 81 en 46) bedankt voor bewezen diensten; de 806 en de 807 begonnen een derde leven bij Stand-by Facilities waarna laatstgenoemde in Rotterdam neerstreek. De 808 is tegenwoordig eigendom van Racing Team in Venray. | Bus 83 · De Amsterdamse CSA-I bus GVB 110 van Stichting BRAM tijdens de viering, te Den Haag, van 50 jaar Standaard Stadsbussen in Nederland. De bus tijdens een rit bij het Noorderstrand te Scheveningen.               |
| DAF SB201DKDL554/Hainje     | 111-169                                                       | 1974-1976 | In 1974 werd de SB201 ontwikkeld met een soortgelijke grille als Volvo-proefbus 801, en een grotere tankinhoud waardoor de tankstops op lange lijnen nu tot het verleden konden behoren. De 111-169 werden van eind 1974 tot begin 1976 geleverd en kwamen in dienst vanuit garage West. De 148 en de 149 waren proefbussen met een Voith 3-versnellingsbak (in de zomer van 1980 door een retarder vervangen); door kinderziekten stonden ze regelmatig buiten dienst. De 165 was de 1000e standaardbus en had witte binnenbeplating en een (doorlopende) kunststofgrille. Tot 1990 zouden ook de 128, 134, 139 en de 144 bij schadeherstel deze grille krijgen; met de DAF-letters erop of erboven. De 150-169 waren van 1977 tot 1980 integratiewagens. Vanwege een chauffeurstekort bij het GVB verbleven acht wisselwagens tijdens de winterdienst 1977-1978 in de CN-garage aan de Van Musschenbroekstraat; in Enhabo-stijl reden ze GVB-diensten op lijn 65, 66 en 67. De 154-160 werden vanaf september 1978 voor drie jaar aan de CVD verhuurd nadat streekvervoerbedrijf Zuidooster zich had teruggtrokken uit het Nijmeegse stadsnet; in deze periode kregen ook de 155 en de 157-160 een kunststofgrille. De 161-169 (168 eerst) werden tot lpg-bus verbouwd en bleven dit tot begin 1984. Ondertussen reden de lage exemplaren sinds de winterdienst 1978-1979 vanuit garage Oost/Zuid; aanvankelijk om de preventief bijgetankte DOL-bussen op lijn 59 te vervangen; de volhouders zouden er twaalf jaar lang in dienst blijven. Speciaal voor lijn 36/38 (Hoofddorpplein/Molenwijk – Muiderpoortstation), waarop ook tankstops werden gemaakt, verhuisden de mid-exemplaren (144, 147 en 148 uitgezonderd) naar garage Noord. Door de inkorting van lijn 36 (Buikslotermeer)/38 (Nieuwendam Noord) en de terugkeer van de Westbussen 46-60 uit West verdwenen ze na anderhalf jaar uit Noord zonder daar echt door te breken. En met de verlate instroom van de CSA 2-wagens in 1984 leken ook de hoge exemplaren uit West te verdwijnen; de 156-169 werden tot eind 1985 aan Enhabo verhuurd, en maakten op de heen- en terugweg een tussenstop in Zuid. In 1988 werd de 114 als eerste afgevoerd; de 135 volgde nadat hij werd afgekeurd voor revisie zoals de 113, 116, 127, 132, 136-143, 145, 149, 161, 164 en de 166 die wel kregen. Na de opening van de Amstelveentram op 30 november 1990 gingen de Zuidbussen buiten dienst. De 119, 120, 127 en de 128 (en vermoedelijk ook de Westbussen 145, 147, 155 163, 164 en de 169) zijn via een handelaar in Oostzaan een tweede leven in Luanda, Angola begonnen. De 137-140 werden aan een slipschool verkocht, waarna de 138 in 1993 eigendom werd van Stand-by-Facilities en inmiddels een nieuwe eigenaar heeft. De 125, 131 en de 132 werden, net als de inmiddels afgevoerde 111-113 en 115-118, overgeplaatst naar West. De 125 vormde er het laatste tiental met de 144, 148-150, 152, 153, 157, 159 en de 162 maar werd sporadisch ingezet; 23 december 1991 reed hij zijn afscheidsrit op lijn 18. De 162, 125, 153, 148, 152, 144, 148 en de 149 begonnen een tweede leven bij busmaatschappij RATM uit Meknes, Marokko; ze kregen er de respectievelijke nummers 230, 232, 238 en 240-244 en het okergele kleurenschema van de ex-Enhabo Volvo/Jonckheere-wagens 123, 127, 130 en 132. Vermoedelijk zijn ze gesloopt bij de opheffing van RATM in 2000. De 131, 132, 139, 143, 151, 156, 165, 167 en de 146 traden in 1995 in dienst van het Cubaanse bedrijf Omnibus Metropolianos; in genoemde volgorde werden ze tot de zwart-witte 1261-1269 vernummerd. De 1262 (ex-132), 1265 (ex-151) en de 1269 (ex-146) bleken als enige drie millenniumbestendig. De 146 was ondertussen de wit-rode 17 geworden die fietsers vervoerde. De 168 zou ook naar het buitenkant gaan maar is in Heiloo blijven staan totdat hij op 28 oktober 1994 kon worden aangekocht voor museumdoeleinden. De 168, met aangevulde lijn- en richtingfilms, is terugbracht in de staat van midden jaren tachtig en is nu eigendom van de Stichting Standaardbus 168. Met de opname van de 168 in het Nationaal Register Mobiel Erfgoed van de Stichting Mobiele Collectie Nederland heeft de bus erkenning gekregen als waardevolle museumbus waarbij het predicaat 'A' werd verleend. | Bus 165 |
| DAF SB201DKDL554/Hainje     | 170-209                                                       | 1980-1981 | Vanaf 1977 werden de CSA1's als 'hogepetbussen' gebouwd (aanvankelijk met een schuingeplaatste filmkast); in 1979 ontstond de definitieve versie met de dubbele rechthoekige koplampen en wielvelgen met een andere naafconstructie dan voorgaande series. Het GVB bestelde veertig exemplaren (in plaats van een tweede serie Mercedes-geledes) ter vervanging van de oudste en slechtste DOL-bussen; de 170-209 werden met vertraging geleverd en kwamen tussen januari en september 1981 in dienst vanuit garage West. In 1983-84 verhuisden de hoge exemplaren in omgekeerde volgorde naar garage Zuid als vervangers van de DOL-bussen 418-424, 426-436, 452-482 en de 499. De 170-185 bleven in West voor nachtdiensten en stonden in 1985 in zomeropleg. De 174 werd op 19 april 1986 gepresenteerd als gifgroene zure-regenbus met de slogans Neem de bus, 't scheelt een bos (zijkanten) en Minder karren spaart sparren (achterop). De 174 reed vooral op lijn 70. In september 1986 verhuisden lage exemplaren naar Noord als ruil voor de geledes 545-569 die op lijn 15 kwamen te rijden. Maar nadat een aantal geledes eind 1986 weer terugkeerde op lijn 33 bleven de 170 en de 173-192 (de 171 en de 172 waren tot 1 februari 1987 aan Schiphol verhuurd) in Noord. De 178 werd bij schadeherstel tot 'Boven het IJ-bus' beschilderd en 22 augustus op het gelijknamige winkelcentrum gepresenteerd waarbij hij een paar rondjes maakte om het Buikslotermeerplein. In tegenstelling tot de 174 behield de 178 na revisie zijn beschildering. Na de opening van de Amstelveenlijnen (sneltram 51 en integratielijn 63) op 30 november 1990 reden de 190-209 weer vanuit West; Zuid kreeg als compensatie de wisselwagens 182, 187 en 190 uit Noord voor dag- en spitsdiensten. Door de komst van de CSA3's 416-435 (standaards) en 471-485 (geleed) werd het merendeel van de serie eind 1991/begin 1992 al op elfjarige leeftijd overbodig, ondanks de nog niet zo lang geleden ondergane revisiebeurt. De 177 en de 187 (die vanuit Zuid en West afscheid namen) werden magazijnwagens in Noord. De 193 of de 194 is waarschijnlijk verkocht aan busmaatschappij Promet in Split, Kroatië en tot 32 vernummerd. De 207 ging buiten dienst nadat zijn filmkast op 7 mei schade opliep. De 182 (als wisselwagen in Zuid nog vervangen door de 208 en de 209) kreeg als afscheid een gastrol in de politieserie Bureau Kruislaan waarin hij werd bestuurd door een overspannen chauffeur die een spectaculaire rit maakte door garage Noord. In juni werd de 182 samen met dertien andere bussen (190-192, 195, 197, 199, 200, 203-206, 208, 209) opgeslagen, en door het vertrek van de 172-174, 179 en de 188 naar de slipschool in Rijssen bleef alleen 'Boven het IJ'-bus 178 over. Vijftien exemplaren keerden echtere terug voor de winterdienst 1992-1993: de verdeling was; - Garage Noord: 191, 205, 206, 208, 209 - Garage West: 192, 194, 195, 197-204 (voor doordeweekse dagdienst op lijn 19, 21, 22 en 23 Na de buitendienststelling in mei 1993 vertrokken de 195 (Korfoe) en de 206 (Patras) op 10 augustus naar Griekenland. De rest werd afgevoerd voor export naar Marokko, behalve de magazijnwagens 177 (die pas op 2 oktober 1995 naar de sloper ging) en 187. De 209, 178, 190, 201, 176, 196, 202, 204, 197, 182, 171, 192, 170, 208, 188, 184, 205, 175, 173, 183, 203, 194, 200, 174, 186 en de 185 werden in deze volgorde tot 3170-3195 vernummerd voor hun tweede leven in Casablanca waar ze ook een conducteurszitplaats achterin kregen. De 189, 198, 207 (als omkering van de 59 en de 509 van een kleine pet voorzien), 193, en de 191 vertrokken naar Meknes en werden in deze volgorde tot de okergele 271, 275, 277, 281 en 282 vernummerd; dit om in de pas te lopen met hun Enhabo-broers 301, 302 en 306-323. | |
| DAF SB201DKDL554/Hainje     | 210-252 (253-257 afbesteld)                                   | 1982      | Na de 170-209 bestelde het GVB 43 exemplaren met rechthoekige achterlichten (waaronder achteruitrijlampen zoals de geledes), en een vierversnellingsbak die echter problemen veroorzaakte; de 210-252 kwamen pas tussen september 1982 en januari 1983 in dienst vanuit garage West. Eigenlijk waren er 48 exemplaren besteld, maar het GVB koos ervoor om de 253-257 als CSA2 proefbussen te laten bouwen op hetzelfde chassis. De carrosserieën waren echter al gebouwd en gingen daarom naar de BBA (250 en 251) en de CVD (556-558); inclusief de harde achterbankjes die speciaal voor het GVB waren aangebracht. In 1986 was de verdeling; - Garage West: 210-218, 223-240, 252, 252 (voor hoofdzakelijke dienst op lijn 26, 65/66) - Garage Noord: 219-222, 241-250 Vanaf januari 1988 kwam de serie ook vanuit Zuid te rijden omdat lijn 65/66 naar deze garage werd overgeplaatst en er bij de opening van de de Amstelveentram eind 1990 tot 63 werd samengevoegd. De 210-217 stonden in 1992 in zomeropleg vanwege de tijdelijke komst van de CSA 3-geledes 520-544 naar Zuid. De 233-235 keerden via een tussenstop in Noord weer even terug naar West voor dag- en spitsdiensten. Om bezuinigingsredenen werd er in 1993 een begin gemaakt met de afvoer van bussen die nog geen revisiebeurt hadden gekregen; de 231 uit Zuid en de 233 uit West vertrokken op 18 en 19 augustus naar Casablanca waar ze in omgekeerde volgorde tot 3500 en 3510 werden vernummerd. De 210-230, 232 en de teruggekeerde 234-240 reden tot mei 1994 vanuit Zuid, en kregen met regelmaat versterking van de Noordbussen 241-252; de 215 werd al voor het einde van de winterdienst naar de sloper gebracht. Achttien bussen werden, al dan niet via opleg, verdeeld tussen West (210, 213, 219-221, 225, 226, 228-230, 232, 234, 235; met de meeverhuisde lijn 63) en Noord (236-240). De 218, 227, 212, 224, 216, 223, 214, 211, 217 en de 222 begonnen een tweede leven in Meknes en werden in deze volgorde tot de okergele 259-261, 263-265, 267, 273, 274 en 284 vernummerd. Verdere tweede levens waren er voor de 237 (Rusland), 241 (Cuba) en 242 (vermoedelijk bij Promet in Split, Kroatië als de 116). De 219 en de 226 werden op 2 oktober 1995 voor sloop afgevoerd. Als nieuwe eigenaar van de Enhabo-garage en de regionale CN-bussen huurde de NZH met ingang van de winterdienst 1995-1996 de 210, 245 en de 251 (plus ruilwagen 225) voor spitsritten op lijn 62 en 63. Hierdoor kwam het voor dat er op Westlijn 63 een Noordbus reed vanuit Zuid. De 210 ging in de zomer van 1996 buiten dienst en werd op 12 augustus gepresenteerd als speciale themabus van de RAI. Ook de 240 kreeg een themabeschildering nadat hij, in tegenstelling tot de 220, van een doorboorde middendeur werd hersteld; begin 1997 werd hij gepresenteerd als blauwe infobus van de Noord/Zuidlijn. De 225 ging buiten dienst met een penetrante dieselgeur, en tijdens de zomeropleg boden de 234 en de 235 versterkingsritten op de Noordlijnen. Met ingang van de winterdienst 1997-1998 was de verdeling: - Garage West: 213, 228, 234, 235, 245, 251 - Garage Noord: 230, 232, 236, 238, 239, 243, 244, 246-250, 252. Door de vertraagde levering van de Jonckheeren 101-155 reden de negentien resterende exemplaren nu al bijna 16 jaar in dienst. Ook in 1998 gingen de Westbussen in zomeropleg waarna de 213 recordhouder werd met vier herindiensttredingen. Toen de Jonckheeren in het najaar eindelijk instroomden was het zo goed als afgelopen; alleen de 239, 244, 250 en de 252 bleven tot juni 1999 in dienst. De 250 en de 252 belandden via West in Zuid waardoor de hele serie nu dienst had gedaan vanuit deze garage. Diverse exemplaren waren hard op weg om de 13 (en de 407) te evenaren/overtreffen als kilometervreter; de records waren echter ongeldig omdat de teller bij 999.999 weer vanaf 0 begon. | |

## CSA-1 standaardbussen van andere bedrijven
| Type                                        | Series                          | Bouwjaar           | Achtergrondinformatie | Afbeelding |
| Proefbus van Nebim                          | Proefbus van Nebim              | Proefbus van Nebim | Proefbus van Nebim |            |
| ------------------------------------------- | ------------------------------- | ------------------ | --- | ---------- |
| Volvo B10M/Hainje                           | 801                             | 1972               | In 1972 bouwde Hainje een Volvo-proefbus (met dezelfde grille als de latere SB201-serie 111-169) voor de Nebim, Den Haag. De als 901 genummerde bus (was eerst 908) reed eerst twee maanden in Rotterdam alvorens in februari 1973 naar Amsterdam te komen. De bus werd tijdelijk tot 801 vernummerd vanwege de drieassers 891-950 en reed drie maanden vanuit garage West; overdag op lijn 21 (lijn 15 in de laatste week) en in de nachtdienst op lijn 72. Terugvernummerd tot 901 deed de bus ook andere standaardsteden aan om vanaf 1975 vier jaar in bruikleen te worden gesteld aan de HTM in Den Haag. In 1979 werd de 901 verkocht aan Stadsdienst Schutte in Zwolle en aangepast aan de daar aanwezige Volvo CSA 1's. Nadat de VAD in 1983 de STZ overnam werd de 901 (nu met dezelfde grille als de 165) pendelbus bij de Olau-line tussen Station Vlissingen en de aanlegsteiger van de boot naar Engeland. Op 15 mei 1994 ging deze veerdienst ter ziele. |            |
| 12 meter bussen van Enhabo                  |                                 |                    | |            |
| Volvo B10M/Hainje                           | 301-314, 315-323                | 1980-1982          | Behalve dat Enhabo GVB-standaards huurde (en uiteindelijk overnam) schafte het begin jaren 80 ook zelf deze bussen aan. De 301-314 (1980-81; ronde achterlichten) en de 315-323 (1982; vierkante achterlichten); tweedeurs-Volvo's met een bredere uitstap. Omgekeerd huurde het GVB in december 1981 de 302, 308, 312 en de 315 om te kijken of het mogelijk was tweedeursbussen aan te schaffen, maar ook voor proeven met een open-instap-regime zoals de geledes op lijn 18. De chauffeurs waren goed te spreken over de hogere snelheid en de stand van het stuur. Pas in 1989 nam het GVB daadwerkelijk tweedeurs Volvo's (387-396) in dienst. |            |
| Volvo B10M/Jonckheere & DAM Fietsaanhangers | 105, 106, 110, 114, 118 & 14-17 | 1974-1975          | In 1974/1975 nam de Enhabo 21 Volvo's in dienst van het Jonckheere-model (variant op de standaard streekbus) als tijd- en nummergenoten van de 111-169. Najaar 1982 huurde het GVB de 105, 106, 110, 114 en de 118 voor de nieuwe fietsbuslijn 36F; deze konden makkelijk worden voorzien van een trekhaak. Met de door het GVB nieuw aangeschafte DAM fietsaanhangers 14-17 (voorzien van de leus Pak de fiets en laat je rijden) reden ze vanuit de Enhabo-garage in Zaandam met chauffeur en begeleider voor het inladen van de fietsen. Wegens gebrek aan succes (slecht weer, slechte publiciteit) werd lijn 36F binnen de kortste keren opgeheven; toch keerde de fietsbus voor een paar jaar terug als twee extra ritten op lijn 97 naar Zaandam tijdens een jaarlijkse fietstocht in de Zaanstreek. De 114 (compleet met aanhanger 14) werd museumbus bij de MUSA. |            |
| 12 meter bussen van GVBG (Groningen)        |                                 |                    | |            |
| DAF SB201 DKDL554/Hainje                    | 398-405                         | 1975-1976          | Vanaf 1971 kwamen er ook in Groningen standaardbussen te rijden waaronder de SB201-series 43-47 en 48-52 uit 1975-76 (later verbouwd met grote filmkast en bij de hogere exemplaren een doorlopende grille). Het GVB huurde in september 1989 de 43, 44 en de 47-52 dat was ontstaan door de afvoer/buitendienststelling van de 63-110 en de slechtste wagens uit de serie 111-169. Hoewel de buiten dienst gestelde 111'ers Zuidbussen waren reden de tot 398-405 genummerde Groningers vanuit garage West; met afgeplakte filmkasten vanwege de kleine lijn- en richtingfilms, en vanaf 21 januari 1990 weer met hun eigen GVB(G)-logo's onder het chauffeursraam zodat ze herkenbaar waren als huurbussen. In november 1990 reden de 398-405 (waarvan de 399 opgeknapt met onderdelen van voormalig Zuidbus 118) hun afscheidsritten. Daarna keerden ze terug naar Groningen waar ze langer in dienst bleven dan de laatste 111'ers. |            |
| 12 meter bussen van GVU (Utrecht)           |                                 |                    | |            |
| DAF SB200DKDL554/Hainje                     | 256                             | 1973               | In december 1979 huurde het GVB de zes jaar oude 256 als ruil voor telwagen 92 die daar als 292 reed. De 256 reed vanuit garage West op lijn 43 en de tijdelijk overgeplaatste Oost/Zuidlijn 49. Na zijn terugkeer naar Utrecht bleef de 256 tot mei 1990 in dienst (langer dan de 63-110); okergeel geschilderd vertrok hij in november 1991 met veel andere Utrechtse bussen naar Roemenië. |            |
| DAF SB201DKDL554/Hainje                     | 348                             | 1982               | In augustus-september 1982 huurde het GVB de twee jaar oude telwagen 348. De bus behield zijn eigen nummer (de eigen 348 was tijdelijk opgelegd) en reed vanuit garage West op lijn 18, 28 en nachtlijn 73. Na zijn terugkeer naar Utrecht deed de 348 nog tien jaar dienst als lesbus waarna hij zijn telapparatuur aan de B88-geledes verloor en in mei 1993 werd afgevoerd. De 348 begon in 1994 een tweede leven in Marrakesh waar hij zijn laatste zes jaar doorbracht als de oranje RATMA 186. |            |
| DAF SB201DKDL554/Hainje                     | 101-110                         | 1974               | In 1974 werden de 301-315 (feitelijk SB200-en met lichte grille) aan het GVU geleverd; na hun buitendienststelling in de zomer van 1990 werden de 304, 306-314 en de 320 (uit de vervolgserie 316-330) aan CN verhuurd om pendeldiensten te verzorgen tijdens Sail Amsterdam. In afwachting van de CSA3's 406-415 kocht het GVB per 1 september de 301-303 (waarvan 303 met doorlopende grille), 306 en de 309-314. Vernummerd tot 101-110 kwamen ze tussen 17 september en 1 oktober in dienst vanuit garage Noord (101-103), Zuid (104, 105) en West (106-110). De Noordbussen werden alleen bij hoge nood ingezet; naast lijn 31 verschenen ze af en toe op lijn 34 en 35 en zelfs Zuidlijn 8. De Zuidbussen reden vooral op de in januari 1990 ingevoerde spitslijn 173 tussen Amstelstation en VU; ze werden ingefilmd als nachtlijn 73. De Westbussen reden spitsritten op de 40'er-lijnen en dagdiensten op lijn 18, 19, 21, 22 en 23. De 104 van lijn 173 werd afgevoerd nadat hij op 12 november 1990 bij Europaplein met tram 624 van lijn 4 botste en daarbij onherstelbare schade opliep. Door de opening van de sneltram, de opheffing van lijn 173 (omgenummerd tot 169) en de komst van de 406-415 gingen ook de 105 en de 106-110 buiten dienst; ze zijn vermoedelijk in Luanda, Angola terechtgekomen zoals seriegenoten 304, 307 en 308. Nadat ook de defecte 102 voorjaar 1991 naar de sloper werd gebracht bleven alleen de 101 en de 103 over. Tot aan de zomer reden ze samen met o.a. de 159 en de blauw-grijs geschilderde Mercedes-geledes 566 en 567 op de sneltramvervangende pendelbuslijn 51P tussen Station Zuid en Amstelveen (dit i. v. m. kinderziektes). De 103 werd eind 1993/begin 1994 gesloopt, en de 101 begon in 1995 een derde leven op Cuba onder het nummer 1260. |            |
| DAF SB201DKDL554/Hainje                     | 463-467                         | 1982-1983          | De Utrechtse broers van de 210-252 werden in 1982 (350-381) en 1983 (382-391) afgeleverd. Na hun buitendienststelling werden de 352, 356, 357, 360 en de 382 in januari 1998 aan het GVB verkocht om het materieeltekort op te vullen dat was ontstaan door de inzet van de CSA3-standaards op de SWAB-lijnen 580, 582 en 583. Vernummerd tot 463-467 en voorzien van een GVB-logo onder het chauffeursraam kwamen de Utrechters op 26 januari 1998 in dienst vanuit garage West. Aanvankelijk alleen op de 40'er-lijnen (plus twee gecombineerde middagdiensten op lijn 18/40), maar door de vertraagde levering van de Jonckheeren en hun betere onderhoudstoestand dan de eigen CSA 1's gingen ze na hun zomeropleg ook dagdiensten rijden op lijn 23, 63 en 64. Afgezien van de defecte 467 bleef de serie tot 4 februari 2000 in dienst; langer dan de 101-110 en de eigen CSA 1-wagens 210 tot en met 252. De 463, 465 en de 467 begonnen een derde leven in Tanzania tegen welke tijd hun seriegenoot 386 naar Amsterdam was gekomen als Bikbus, een mobiele kantine voor dak- en thuislozen. De bus verbleef eerst op het buitenterrein van garage West, en daarna lange tijd op het NDSM-terrein. |            |

## Gelede bussen
| Type                                  | Series                     | Bouwjaar                   | Achtergrondinformatie | Afbeelding |
| 18 meter bussen (Mercedes)            | 18 meter bussen (Mercedes) | 18 meter bussen (Mercedes) | 18 meter bussen (Mercedes) | 18 meter bussen (Mercedes) |
| ------------------------------------- | -------------------------- | -------------------------- | --- | --- |
| Mercedes 0317 GOBL 8000/Hainje-Schenk | 245-269 (545-569)          | 1977                       | Speciaal voor Amsterdam ontwierp Hainje in samenwerking met Schenk een vierdeurs-Mercedesbus naar het voorbeeld van de CSA 1, maar dan met afgeschuinde achterkant, drie instaptreden (de motor zat tussen de eerste en de tweede as) en elektronische filmkasten naast de voorste middendeur. Het GVB bestelde 25 geledes na proeven met een Zwitserse Leyland/Sauer SLG550-256C (1974), een Duitse DAF/Neoplan (1975) en een Zweedse Volvo (jaar en type onbekend). De 245-269 (waarschijnlijk zo genummerd als eerbetoon aan de AEC-gelede 245) waren bussen met een open-instapregime zoals de gelede trams. Najaar 1977 kwamen ze in dienst vanuit garage Noord op lijn 33 en later ook op een aantal ritten van lijn 34. Daarnaast reden ze in het weekeinde op de nachtlijnen 74 (West; in combinatie met CN-nachtlijn 18) en 76 (Oost/Zuid); dit omdat de geledes oorspronkelijk bedoeld waren voor de overbelaste Bijlmerlijnen 55 en 56 die bij de indienststelling door de metro waren vervangen. Ingaande de winterdienst 1980-1981 ging ook nachtlijn 75 geleed rijden. Vooruitlopend op de (vertraagde) levering van de standaards 210-252 werden de 245-269 tussen 20 april en 12 mei 1982 tot 545-569 vernummerd. Ze reden inmiddels volledig op lijn 33 en 34, en werden vanaf 20 september 1982 ook op de ingekorte lijn 36 ingezet waardoor de standaards 131-143, 145, 146 en 149-153 al snel overbodig werden in Noord. Via een vijftal ritten op lijn 18 uit garage West kwam de serie vanaf de winterdienst 1986-1987 op lijn 15 en 48 (welk cijfer alleen door de 547 kon worden voorgefilmd) te rijden; na de komst van de Zweedse Volvo's 570-581 twee maanden later keerde een aantal Mercedessen terug op lijn 33. Dat de geledes nooit een revisiebeurt hebben gehad begon zich na tien jaar te wreken. De 545 (rotte vloer) en de 552 (defect) gingen als eerste buiten dienst; de overige exemplaren gingen in zomeropslag waarna de 554 en de 557 tijdelijk vanuit Zuid reden om volgbussen op lijn 60/61 (welke nummers niet konden worden voorgefilmd) uit te sparen. Door de komst van de Augsburger MAN-geledes zouden er 20 wagens (545-564) worden afgevoerd, maar omdat de veertien jaar oude 5001-5020 zo slecht bevielen bleven er 21 Mercedessen in dienst die vanuit alle garages werden ingezet. De verdeling was per 1 april 1989: - Garage West: 555-564 voor dienst op lijn 15 en 48. - Garage Noord: 551, 553, 566-569 voor dienst op lijn 33 en 75/76. - Garage Zuid: 547-550, 554 voor dienst op lijn 8, 59 ('s zaterdags), 60/61 en 75/76. De 565 werd magazijnwagen in Noord en ingaande de zomerdienst bleven alleen de 566-569 nog even rijden (op lijn 44/47) alvorens te worden opgelegd. Waar de overige exemplaren voor sloop werden afgevoerd kregen de 566-569 een opknapbeurt (minus telapparatuur) waarna ze weer in dienst kwamen; ze reden aanvullende diensten op lijn 33 en werden ook ingezet voor kinder- en voetbalvervoer. De 568 en de 569 werden eind 1989 okergeel geschilderd en aan de Enhabo verhuurd voor respectievelijke dienst op lijn 91/92 (ter vervanging van de volgbussen) en 97 (het enige cijfer dat kon worden voorgefilmd). De 566 en de 567 zouden ook worden verhuurd, maar bleven in Amsterdam omdat er een materieeltekort was ontstaan doordat de geledes uit Noord op de Schiphollijnen werden ingezet. Het tweetal werd in september-oktober 1990 in de nieuwe kleuren (blauw-grijs met rode deuren) geschilderd en verbouwd tot bussen met gesloten-instapregime. Naast lijn 33 reden de 566 en de 567 ook op lijn 38. Inmiddels had NZH de failliete Enhabo overgenomen (ten koste van aandeelhouder GVB) en waren de ESO-nummers 7904 en 7905 gereserveerd voor de verkochte Mercedessen; deze zouden ze echter nooit krijgen. De 568 werd naar de sloper gebracht nadat hij op 18 oktober 1990 bij de kruising Vijfhoek / Wibautstraat in Zaandam tegen een brug voor personenauto's botste doordat de stuurbekrachtiging het begaf; een onherstelbaar beschadigde filmkast was het gevolg. De 569 werd na herstel van een defect doorverhuurd (en uiteindelijk verkocht) aan Ezaco Tours in Alkmaar voor vervoer naar de zwarte markt in Beverwijk; dit tot grote woede van het GVB. Doordat de Amstelveenlijn wegens kinderziektes werd ingekort maakten de 566 en de 567 in 1991 hun opwachting op pendelbuslijn 51P die met materieel uit alle garages reed. Daarna ging de 566 buiten dienst en verhuisde de 567 naar garage Zuid ; als oudste aanwezige wagen reed hij tot 16 juli (toen de chauffeur iets te hard op de remmen trapte) op lijn 59, 60 en 69. Via deelname aan de IAS (Internationale Autobus Show) op 31 augustus 1991 werd de 567 in 1993 aan de MUSA overgedragen. Opgeknapt met onderdelen van de 565 en de dubbele bankjes van de 231 aan de blinde zijde kwam de 567 midden jaren weer even in dienst; voor kindervervoer, incidentele spitsritten op Moverlijn 312 en op 7 maart 1997 een (snel)tramvervangende pendeldienst toen het baanvak langdurig was gestremd doordat tweerichtingwagen 908 van lijn 5 ontspoorde op de kruising Buitenveldertselaan / De Boelelaan. Na een jarenlang conflict tussen de MUSA en de gemeenteraad werd de 567 in 2011 via een particulier bij de Stichting BRAM ondergebracht. Het is de bedoeling dat de 567 in de nabije toekomst weer een dienstvaardig museumbus wordt in de oorspronkelijke uitvoering. | Bus 545 · De 251 op lijn 33 op het Buikslotermeerplein, de foto moet van voor mei 1981 dateren omdat de bus nog naar Sloterdijk rijdt |
| 18 meter bussen (Volvo) uit Zweden    |                            |                            | | |
| Volvo B10M-A550/Saffle-Hagglund       | 570-581                    | 1984                       | In afwachting van de CSA 3-geledes 520-544 voor lijn 15 en 48, maar ook omdat Noord geen geledes meer had voor lijn 33 en 38, huurde het GVB twaalf bussen van Stockholm Lokaltrafik (in plaats van de tien jaar oude WN-Mercedessen 7792-7813). De twee/drie jaar Volvo/Saffle-wagens 6272-6277/6285-6290; wijnrode knielbussen met grote lijnfilmkasten en blauw luxueus interieur met comfortabele bankjes. Aangepast aan de Nederlandse normen, voorzien van schrikstrepen en oude stadswapens, en vernummerd tot 570-584 kwamen ze in oktober-november 1986 in dienst vanuit garage West. Ze waren eigenlijk niet geschikt voor lijn 15 vanwege de enkelbladsdeuren (bediend door de chauffeur) en het smalle gangpad. Ook het ontbreken van een richtingfilm was een probleem, maar dat werd opgelost door de aanduidingen A (Amstelstation) en S (Sloterdijk). De 570-573, 575, 578 en de 579 gingen in juni 1987 terug naar Stockholm. De 574, 576, 577, 580 en de 581 bleven nog in Amsterdam en met de komst van de CSA-3 geledes 520-544 reden ze uitsluitend op lijn 48; de 580 was 30 november 1987 als laatste in dienst. Daarna werden de 574, 581, 576, 580 en de 577 aan de Friese streekvervoerder FRAM verhuurd en in genoemde volgorde tot 50-54 vernummerd. Tot aan hun terugkeer naar Stockholm in juni 1988 reden ze op lijn 80, 81 en 82. | Bus 575 |

## Minibussen
| Type                    | Series           | Bouwjaar | Achtergrondinformatie | Afbeelding                                                                    |
| ----------------------- | ---------------- | -------- | --- | ----------------------------------------------------------------------------- |
| Mercedes O309D-Domburg  | 581-584          | 1978     | Sinds het begin van de jaren zeventig schaften diverse streekvervoerbedrijven Mercedesbusjes aan voor de bel-, buurt-, of taxibuslijnen. Ter vervanging van de laatste DAF/Verheul-micro's op lijn 30 ging ook het GVB vier van deze omgebouwde bestelwagens-met-enkelbladsdeuren aanschaffen. De 581-584 hadden dezelfde rode bankjes als de standaards en waren berucht om hun stugge vering. Ze kwamen in april 1978 in dienst toen lijn 30, bij de aflossing van de 578 en de 579 door de 581 en de 582, tot 90 werd vernummerd. Naast lijn 90 werden ze ook op (tramvervangende) pendeldiensten ingezet, zoals lijn 4P en 53P. Plannen om twee extra busjes aan te schaffen (dit na onderzoek van mogelijk vervoer naar Oud-Osdorp en Driemond) vonden geen doorgang vanwege de bezuinigingen van Bestek'81. Lijn 90 werd op 1 april 1984 (na bijna zes jaar) terugvernummerd tot 30 en met de komst van de Neoplan CSA2's 585-591 in juli ging de serie buiten dienst; de 584 bleef doorrijden tot 1 oktober 1984. De 581 ging naar de sloper, de rest werd aan particulieren verkocht. | Buslijn 90 met de nog nieuwe minibus 581, versierd met bloemen; 8 april 1978. |
| Bussen van NZH          |                  |          | |                                                                               |
| Mercedes O309 D-Domburg | 7728, 7729, 7751 |          | Ook de NZH beschikte over Mercedesbusjes. Het GVB huurde in 1982-1983 de 7728 (materieeltekort op pendelbuslijn 30P naar het Kinselmeer) en de 7729 (invaller voor de 583 na een ongeval in Ransdorp). Administratief kregen ze de nummers 585 en 586, maar in de praktijk behielden ze hun eigen ESO-nummers. In 1985 werd de 7751 gehuurd voor dienst op lijn 30 en de tramvervangende pendelbuslijn 63 van Frederik Hendrikplantsoen naar Zoutkeetsgracht (lijn 3 kon niet worden voorgefilmd). |                                                                               |

## Standaard streekbussen van andere bedrijven
| Type                                                          | Series                                            | Bouwjaar                                         | Achtergrondinformatie |
| 12 meter bussen van Maarse & Kroon/CN/Connexxion              | 12 meter bussen van Maarse & Kroon/CN/Connexxion  | 12 meter bussen van Maarse & Kroon/CN/Connexxion | 12 meter bussen van Maarse & Kroon/CN/Connexxion |
| ------------------------------------------------------------- | ------------------------------------------------- | ------------------------------------------------ | --- |
| Leyland-Verheul/Domburg LVB568                                | 1601-1612                                         | 1971                                             | Speciaal voor lijn 65/66 nam Maarse & Kroon in 1971 een serie licht afwijkende streekstandaards met brede instap in dienst. De 1601-1612 werden in hun begintijd ook aan het GVB uitgeleend voor zomerdiensten op lijn 15E (slecht weer) en 70 (mooi weer, en meer passagiers dan lijn 15E). Na de buitendienststelling bij CN in 1984 gingen de 1603 en de 1604 nog zeven jaar door als infobus (onder meer voor de Baanbus als nooit-uitgevoerd alternatief voor de Amstelveenlijn); de 1605 werd aan de MUSA geschonken en zo goed als in zijn oorspronkelijke staat teruggebracht. |
| (DAF MB200DKDL564/Den Oudsten), DAF MB200DKDL600/Den Oudsten) | 9694, 981?                                        | 1984-1985                                        | In september 2000 huurde het GVB enkele (ex-CN) 'faceliftbussen' van Connexxion voor de tramvervangende pendelbuslijn 13P tussen het Sloterparkbad en Geuzenveld. Onder meer de 9694 (brede instap) en de 981? (enkelbladsvoordeur), bussen met respectievelijk heden en verleden in garage Zuid/Amstel III. |
| 12 meter bussen van Flevodienst                               |                                                   |                                                  | |
| Leyland-Den Oudsten LOB                                       | 2018, 2019, 2076-2083, 2212-2223, 2419-2427, 2429 |                                                  | Vanwege een personeelstekort (waarbij lijn 5 tijdelijk moest worden opgeheven en de overbelaste lijn 55 een extra ommetje door de Afrikaanderbuurt moest maken) leende het GVB in de zomer van 1977 een aantal bussen en chauffeurs van Flevodienst voor twee ochtendspitsritten op lijn 55. Na de inkorting van lijn 55 reden twee wagens tijdens de winterdienst 1977-1978 na hun ritten op de lijnen uit de Flevopolder een extra dienst op spitslijn 46. De 2419 ging in 1980 naar CN; de rest werd na de fusie met VAD in 1981 nog nauwelijks ingezet op de door Volvo-geledes en DAF-standaards gedomineerde 150'er-lijnen. |
| 12 meter bus van KLM                                          |                                                   |                                                  | |
| Leyland-Verheul LVB668                                        | 3009                                              |                                                  | De KLM schafte vanaf 1969 afwijkende streekstandaards aan waarbij de passagiers hun bagage ruimschoots in de aanwezige kofferrekken konden plaatsen. De 3009 werd in 1977 via Meering aan GVB verhuurd voor dienst op lijn 49 die tijdelijk vanuit garage West reed met Enhabo-chauffeurs. |
| 12 meter bussen van NZH                                       |                                                   |                                                  | |
| DAF MB200DKDL600/Den Oudsten                                  | 451-455                                           | 1975                                             | In 1975 nam NZH de laatste smalle-instap-DAF's in dienst; hiervan werden de 8027, 8029, 8030, 8025 en de 8028 in 1990 aan het GVB verhuurd om een materieeltekort op te vullen. Ze werden in genoemde volgorde tot 451-455 vernummerd en reden tien weken lang op lijn 44. Na hun terugkeer naar de NZH werden ze in de regio Zaanstreek (de nieuwe naam voor de net overgenomen Enhabo) geplaatst om er hun laatste maanden door te brengen als vervangers van de resterende Volvo/Jonckheere-bussen. |
| DAFMB200DKDL600/Den Oudsten                                   | 596-599                                           | 1984                                             | In 1990 huurde het GVB de hybride volfrontsemitoers 6620, 6619, 6621 en 6622 die in deze volgorde tot 596-599 werden vernummerd; tien weken lang deden ze dienst op de Schiphollijnen. Terug bij hun eigen bedrijf werden ze bij NZH Travel ondergebracht en tot 619-622 vernummerd. |
| Gelede (18 meter) bussen van ZWN                              |                                                   |                                                  | |
| DAF MB200GDKFL530/Den Oudsten-Schenk                          | 999, 008                                          | 1982                                             | In 1982 werden de eerste DAF/Den Oudsten geledes (7906-7915; met normale achterkant) aan ZWN geleverd; inclusief de aan NZH verkochte 7911 haalden ze in 1999 de overgang naar Connexxion om binnen de kortste keren op zestienjarige leeftijd buiten dienst te gaan en bij Womy te worden ingeleverd. De 7912 werd in januari 2000 aan het GVB verhuurd voor sptisdiensten en kindervervoer. De bus werd tot 999 vernummerd, maar was slechts twee maanden in dienst doordat hij eerst lek raakte (Moverlijn 313) en vervolgens defect (lijn 41). De 7915 kwam in juni over, maar werd onder zijn GVB-nummer 008 geen enkele keer ingezet. Na de opknapbeurt van de 999 werden beide wagens in september 2000 aan de TTS verkocht waar de 008 met negen maanden het langst in dienst was. Terugvernummerd tot 7915 ging de bus weer naar Zeeland om namens AMZ (dat in 2003 de CSA 3-geledes 497 en 498 overnam) diensten te rijden voor Connexxion. |

## Overige bussen
| Type |                               |                               |
| Trolleybussen uit Zwitserland | Trolleybussen uit Zwitserland | Trolleybussen uit Zwitserland |
| --- | ----------------------------- | ----------------------------- |
| Ter vervanging van 40 van de 60 oudste en slechtste standaards (20 standaards zouden overbodig worden bij de verlenging van de metro), wilde het GVB in 1978 veertig trolleybussen bestellen voor de lijnen naar Noord. Dit omdat een vervolgbestelling gelede bussen uitbleef, doordat de gelede bussen maar matig voldeden. Het GVB voorzag bij het Centraal Station mogelijke problemen met de kruising van tram- en trolleybusbovenleiding. Daarom dacht men eerst aan een proeftraject tussen het Weesperplein en het Centraal Station langs de route van lijn 55 en 56. Al spoedig besloot men om een proeftrolleybuslijn aan te leggen tussen het Mercatorplein en het Sloterparkbad via de route van lijn 19, omdat in de Burgemeester Röellstraat al bovenleidingmasten aanwezig waren die gezamenlijk met de straatverlichting werden gebruikt en men zo de kosten kon drukken. Later toen tramlijn 13 hier in 1989 verscheen, werden ze toch niet meer gebruikt. In 1978 vroeg het GVB een krediet van 1 miljoen gulden voor de aanleg van deze proeflijn. Het GVB wilde hiervoor vier trolleybussen uit Luzern en Schaffhausen in Zwitserland huren (twee met een elektrische installatie van Siemens en twee met een van Kiepe). De minister gaf geen toestemming voor de proef. Hij gaf alleen toestemming te studeren om de (on)mogelijkheden van bovenleiding in de IJtunnel. In het najaar van 1978 stond in het Amsterdams stadsblad een artikel dat het GVB overwoog om nu in Noord een proef te nemen met een trolleybuslijn, waarbij men dan ook gelede trolleybussen uit Zwitserland wilde huren. Ditmaal wilde men trolleybussen huren die ook waren voorzien van een dieselmotor, zodat ze ook een stuk zonder bovenleiding konden rijden. Hierbij dacht men er onder meer aan om de IJtunnel zonder bovenleiding uit te voeren gezien de angst voor te hoog beladen vrachtwagens die de bovenleiding kapot zouden trekken. De proef ging wederom niet door. Het GVB besloot geen trolleybus aan te leggen en alsnog 40 gewone standaards te bestellen (170-209). |                               |                               |
| Vliegwielbus uit Zweden |                               |                               |
| Omdat de trolleybus naar noord niet doorging en het GVB toch schonere bussen wilde werd op 22 september 1981 door het GVB een proefrit gehouden met een door Volvo beschikbaar gestelde giroof vliegwielbus. Deze bus had naast het vliegwiel een kleine dieselmotor met een vast toerental en diende alleen om de bus op snelheid te houden. De energie die overbleef ging naar het vliegwiel. Er was zo minder brandstof en uitstoot en de bus was veel stiller. De proef kreeg echter geen vervolg en er kwam dus geen vliegwielbus. Van 1 februari tot en met 30 april 1975 reed op proef een lijntaxi van het Dijkgraafplein (eindpunt lijn 1), Osdorper Ban (eindpunt lijn 23) en Westgaarde over de Osdorperweg naar Halfweg. Het GVB huurde hiervoor twee vaste taxi's van de TCA tw. de 18 en 126 waarbij de blokbanden waren vervangen door GVB teksten en emblemen en de taxi een GVB mobilofoon kreeg. De lijntaxi kon in de trams van lijn 1 en de bussen van lijn 23 worden besteld bij de bestuurder/chauffeur die dit met de mobilofoon meldde aan de Centraalpost. Alhoewel de proef geslaagd was werd hij wegens de hoge kosten niet voortgezet |                               |                               |